# 2012年ロンドンオリンピックのパレスチナ選手団
2012年ロンドンオリンピックのパレスチナ選手団（2012ねんロンドンオリンピックのパレスチナせんしゅだん）は、2012年7月27日から8月12日までイギリスのロンドンで開催されたロンドンオリンピックパレスチナ選手団の名簿。

## 選手団
- 人員: 選手 5人
- 開会式旗手: マヘル・アブ・ルミラ

## 種目別選手・スタッフ名簿及び成績

### 陸上競技
- Bahaa Al Farra（男子400m）49秒93 予選敗退
- Woroud Sawalha（女子800m）2分29秒16 予選敗退

### 柔道
- マヘル・アブ＝ルミラ（男子73kg級）第2回戦敗退

### 競泳
- Ahmed Gebrel（男子400m自由形）4分8秒51 予選敗退
- Sabine Hazboun（女子50m自由形）28秒28 予選敗退